# Mario Muchnik
Mario Muchnik (Ramos Mejía, Provincia de Buenos Aires; 21 de junio de 1931 - Madrid, 27 de marzo de 2022) fue un editor, traductor, escritor, físico y fotógrafo argentino.

## Biografía
Sus abuelos, de origen ruso y judío askenazí, emigraron desde Rusia a Argentina. Su padre, Jacobo Muchnik (1907-1995), tuvo éxito en la publicidad y como editor al fundar la editorial Jacobo Muchnik, luego renombrada como Fabril Editora y, junto a Víctor y Joan Seix, la editorial Difusora Internacional (DISA), así que desde muy pronto conoció a destacados autores como Jorge Luis Borges, Ernesto Sabato y Rafael Alberti. 
Nacido en Ramos Mejía y educado en el colegio Ward, como Manuel Puig, a fines de los años cuarenta su familia emigró a Nueva York, donde Mario se licenció en Ciencias Físicas por la Universidad de Columbia (1953), para doctorarse luego en la Università degli Studi de Roma (1957) y participar en el descubrimiento de la antipartícula sigma +. En Roma dio además clases en el Instituto de Física Nuclear en los años sesenta; en 1961 conoció a su mujer, la periodista y pintora francesa Nicole Muchnik, y abandonó la física en 1966 para dedicarse a la fotografía; además, en 1967 se convirtió en editor-jefe de una empresa audiovisual en Londres. Participó en las revueltas del mayo francés de 1968, y dejó testimonio con su cámara publicando un libro de fotografías sobre el tema.
En 1973 fundó, con su padre Jacobo, Muchnik Editores, que en la actualidad lleva el nombre de El Aleph, aunque al mismo tiempo dirigía colecciones literarias para el editor Robert Laffont en París desde 1968. En 1978 se traslada definitivamente a España; más en concreto, a Barcelona. No volvió a Argentina, porque un primo suyo fue torturado y deportado por la dictadura de Jorge Rafael Videla. El primer libro que editó en Muchnik Editores fue Y otros poemas, de Jorge Guillén, impreso en México y distribuido en España. De 1982 a 1983 fue director literario de Ariel-Seix Barral y vicepresidente de Difusora Internacional hasta 2012. Trabajó durante años en la editorial Anaya y entre 1991 y 1997 creó el sello Anaya-Mario Muchnik para publicar obras de narrativa extranjera y contemporánea, a nuevos escritores españoles y ensayo histórico. Pero en 1998 fundó el nuevo sello editorial independiente Taller de Mario Muchnik para publicar seis títulos por año de narrativa y ensayo. Fue amigo de Elias Canetti, Primo Levi, Julio Cortázar, Augusto Monterroso y Montero Glez, y cómplice de otros editores independientes como Carlos Barral y Giulio Einaudi.
Cinéfilo y muy comprometido con la causa judía, como escritor dedicó sobre todo su atención al género autobiográfico (publicó cinco libros de esta clase), pero también al mundo de la edición, maquetación, tipografía, corrección de estilo. Expuso como fotógrafo en París en junio de 2018 y legó parte de su archivo fotográfico al Instituto Cervantes; destacan sus retratos de Jean-Paul Sartre, Kateb Yasine, Giuseppe Ungaretti, Bulat Okudzhava, André Malraux, Peter Berling, Abbie Hoffman y Dario Fo. También tradujo a autores como Arthur Miller, Ibrahim Souss, Elie Barnavi, Elías Canetti (cuando aún no era conocido), Guy Davenport, Italo Calvino, Irène Némirovsky y Susan Sontag.

## Obras
- 1983 - Mundo judío: crónica personal[11]
- 1986 - Un bárbaro en París
- 1989 - Albert Einstein
- 1999 - Lo peor no son los autores: autobiografía editorial 1966–1997
- 2000 - Banco de pruebas: memorias de trabajo, 1949–1999[12]
- 2000 - Normas de estilo
- 2002 - Léxico editorial: para uso de quienes todavía creen en la edición cultural[13]
- 2003 - Editar «Guerra y paz»[14]
- 2003 - Cinco cavilaciones sobre la infancia como género literario[15]
- 2005 - A propósito: del recuerdo a la memoria, 1931–2005[16]
- 2006 - Nuevas normas de estilo (2.ª ed. corregida y ampliada del libro de 2000)[17]
- 2007 - El otro día: una infancia en Buenos Aires, 1931–1945
- 2007 - Instantes robados[18]
- 2008 - Volverte a ver: Argentina, 1971
- 2008 - Julio Cortázar
- 2011 - Oficio editor[19]
- 2011 - Ernesto Sábato
- 2014 - Ajuste de cuentos

## Trabajos fotográficos[20]
- Miguel Ángel de cerca (Barcelona: Muchnik Editores, 1975).
- De cielo en cielo (Madrid: Del Taller de Mario Muchnik, 2003).
- Lo peor no son los autores: las fotos (Madrid: Del Taller de Mario Muchnik, 2004).
- En las ciudades: fotografía urbana en los fondos de la Fundació Foto Colectania (Madrid: Dirección General de Archivos, Museos y Bibliotecas, 2005).[21]
- Mayo 68: prohibido prohibir: imágenes de mayo del 68, 2008.[22]